# Reattore nucleare ad acqua bollente

Schema di una centrale BWR

Un reattore nucleare ad acqua bollente (in inglese BWR: Boiling Water Reactor) è un reattore moderato ad acqua leggera, che utilizza lo stesso moderatore come fluido termovettore. La denominazione ne definisce la caratteristica principale, cioè quella di utilizzare acqua in ebollizione e di generare quindi vapore all'interno del reattore, eliminando la necessità di avere generatori di vapore.

I primi reattori di questo tipo furono i  Borax-I, Borax-II e Borax-III, dei quali la versione II è stata la prima a produrre commercialmente energia elettrica negli Stati Uniti. L'ultimo di questi reattori sperimentali, il Borax V, è stato smantellato nel 1964. La filiera BWR è col tempo divenuta la seconda più popolare dopo la filiera PWR , soprattutto per la relativa semplicità dell'impianto rispetto alla principale concorrente.
La figura  fa riferimento ad un impianto della prima metà degli anni '60; negli anni seguenti  le barre di controllo furono introdotte dal basso dove il loro effetto era massimo, perché si trovassero nella zona dove la reazione era moderata da acqua alla massima densità con maggior effetto moderante, mentre l'acqua è stata fatta ricircolare entro il nocciolo del reattore per consentire un più facile controllo della potenza generata dal reattore.

## Funzionamento

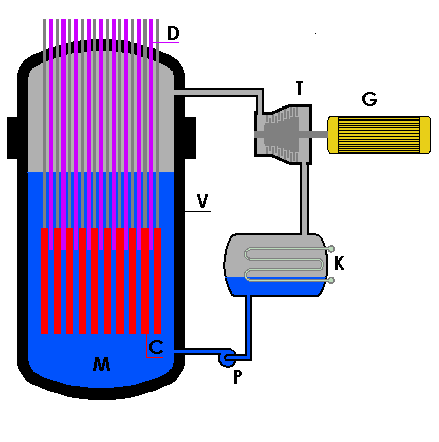
Schema di un reattore BWR

L'elemento di combustibile C,  in forma di pastiglie di ossido di uranio parzialmente arricchito, impilate in barrette di leghe di zirconio ed assemblate in elementi di combustibile, è immerso nel moderatore M, acqua leggera in cambiamento di fase, che funge anche da refrigerante. Nella stessa acqua sono immerse le barre di controllo D usate per modulare l'emissione di neutroni. L'acqua è fatta circolare da una pompa P, e, a contatto degli elementi di combustibile caldi, asporta calore e parzialmente vaporizza, raccogliendosi nella parte superiore del recipiente a pressione V, così da riprodurre all'incirca la funzione del corpo cilindrico di una caldaia. Il vapore così generato, a pressione relativamente bassa (aveva la pressione nominale di circa 8 MPa nella centrale nucleare di Caorso), passa nella turbina T accoppiata ad un generatore G che produce elettricità da immettere in rete. La turbina (che è collegata meccanicamente ad un alternatore, per trasformare la potenza da meccanica a elettrica) è seguita da un condensatore K  dove il vapore viene condensato mediante l'acqua di raffreddamento, fornendo così l'acqua da reimmettere nel reattore. È evidente il rischio legato all'uso del fluido refrigerante del circuito primario direttamente in turbina; ciò comporta, oltre alla necessità di schermare le tubazioni che trasportano il vapore, alla non agibilità delle strutture statoriche delle turbine durante il normale funzionamento dell'impianto; nei periodi di fermo la radioattività nel sistema turbine decade rapidamente e gli impianti divengono quindi raggiungibili per manutenzione. Infine il condensatore, operando a pressione inferiore a quella atmosferica, non comporta pericoli riguardo al rilascio di vapore radioattivo nel normale esercizio del reattore. Lo schermo biologico non è mostrato in figura, ma è evidentemente esterno al recipiente in pressione V.
In Italia sia la centrale nucleare del Garigliano, sia quella di Caorso che quella mai terminata dell'Alto Lazio, erano di questa tipologia anche se di tre generazioni diverse, di tecnologia proprietaria General Electric.